# 1928 год в истории железнодорожного транспорта
1928 год в истории железнодорожного транспорта

## События
- Образован «Муромский стрелочный завод».

## Новый подвижной состав
- В СССР спроектирован вагон пригородного поезда с кузовом 20,2 метра.[1]
- В Финляндии заводами Tampella и Lokomo освоен выпуск паровозов Tk3.
- Британский завод Swindon Works начал серийный выпуск паровозов GWR 4900.

## Персоны

### Родились
- 8 августа Виктор Фадеевич Соколов — машинист Локомотивного депо Москва-Сортировочная. Дважды Герой Социалистического Труда.

### Скончались
- 10 ноября Александр Фёдорович Трепов — российский государственный политический деятель, министр путей сообщения.